# Call of Duty
Call of Duty es una serie de videojuegos de disparos en primera persona, de estilo bélico, desarrollada principal e inicialmente por Infinity Ward, Treyarch, Sledgehammer Games y en menor proporción Raven Software y distribuida por Activision. La franquicia comenzó para computadora personal y posteriormente fue expandiéndose hacia videoconsolas de sexta y séptima generación, tanto de sobremesa como portátiles, llegando así a lanzar varios juegos derivados de forma paulatina con la serie principal. La serie inicialmente se ambientaba en la Segunda Guerra Mundial, retratando personajes y combates acaecidos durante dicho conflicto bélico. Esto fue cambiando hasta la actualidad, donde los argumentos suceden en ambientes contemporáneos y ficticios, como se puede ver en Call of Duty: Black Ops y Call of Duty: Black Ops Cold War, en la Guerra Fría, o Call of Duty: Modern Warfare, Call of Duty: Modern Warfare 2 y Call of Duty: Modern Warfare 3, ambientados en la Tercera Guerra Mundial; o en futuros tecnológicos como en Call of Duty: Black Ops 2, Call of Duty: Advanced Warfare, Call of Duty: Black Ops 3, Call of Duty: Infinite Warfare y Call of Duty: Black Ops 4. Desde Call of Duty 4: Modern Warfare hasta Call of Duty: Advanced Warfare los DLCs de las distintas entregas se lanzaban con unos meses de adelanto en las plataformas Xbox 360 y Xbox One. Desde Black Ops 3 hasta Black Ops 4 comenzaron a lanzarse primero en PlayStation 4. Finalmente a partir del reinicio de 2019 de Modern Warfare, los DLCs comenzaron a lanzarse de forma gratuita al mismo tiempo en todas las plataformas con las consolas PlayStation 4 y PlayStation 5 recibiendo otros beneficios exclusivos como modos o eventos de experiencia.
La saga ha gozado de un gran éxito comercial y crítico, el cual ha durado hasta la actualidad.

## Juegos

### Serie principal
- Call of Duty: Es el primer título de la franquicia, que además se llamó como la serie, y fue lanzado para las videoconsolas de sexta generación. El juego es el sucesor espiritual del videojuego Medal of Honor: Allied Assault que fue desarrollado por 2015 Inc. (cuyos antiguos empleados crearon el estudio de Infinity Ward), que simula la infantería y armas combinadas de la Segunda Guerra Mundial.[2] El 22 de septiembre de 2006, Call of Duty: United Offensive y Call of Duty 2 se estrenaron al mismo tiempo en PC como Call of Duty: War Chest.[3] Desde el 12 de noviembre de 2007, los videojuegos de Call of Duty estuvieron disponibles para comprar vía Valve Corporation mediante la plataforma Steam.[4]
- Call of Duty 2: Sucede a la primera entrega. Fue desarrollado por Infinity Ward, con la colaboración de Pi Studios, y publicado al mercado el 4 de noviembre de 2005 para PC, un mes más tarde lo hizo para Xbox 360 simultáneamente con la salida de esta videoconsola. Al igual que su predecesor está basado en la Segunda Guerra Mundial.
- Call of Duty 3: Es la tercera entrega de la serie Call of Duty. El título fue publicado al mercado tanto en las consolas de nueva generación (Xbox 360, PlayStation 3 y Wii) como en Xbox y PlayStation 2. Al igual que los anteriores títulos, está basado en la Segunda Guerra Mundial.
- Call of Duty 4: Modern Warfare: Considerado el mejor por mucha gente y desarrollado por Infinity Ward y distribuido por Activision este título precedido por Call of Duty 3, es el cuarto título de la serie Call of Duty y el cuarto de esta misma en ser título principal. Fue lanzado para Microsoft Windows, Macintosh, PlayStation 3, Xbox 360, Wii y Nintendo DS. La historia toma lugar en el año 2011, donde un líder radical ha ejecutado al presidente Al-Fulani que preside un país sin nombre con localización en Oriente Medio, y un movimiento «ultranacionalista» da inicio a una guerra civil en Rusia. Los conflictos son vistos desde la perspectiva de un grupo de la Fuerza de Reconocimiento del Cuerpo de Marines de los Estados Unidos y de un comando del SAS británico, estableciéndose estos en varios lugares, incluyendo Medio Oriente, Azerbaiyán, Rusia y Prípiat. En 2016 fue lanzado Call of Duty: Modern Warfare Remastered, una remasterización del juego tras la aclamación popular.[5]
- Call of Duty: World at War: Fue publicado por Treyarch para Microsoft Windows, Wii, PlayStation 3 y Xbox 360. Se desarrollaron tres contenidos de descarga, cuyo contenido incluía nuevos mapas multijugador y cooperativo, entre ellos, para el modo de juego Nazi zombies. La ambientación de World at War se sitúa durante la Segunda Guerra Mundial, e incluye algunas batallas como la de Peleliu, Okinawa y la batalla de Berlín.

- Call of Duty: Modern Warfare 2: Es la sexta entrega de la serie Call of Duty y sucesora directa de Modern Warfare, cuarta de la serie. La historia comienza en el año 2016 (5 años después de Modern Warfare.) Imran Zakhaev, el antagonista de la primera parte, fue declarado héroe de la nueva Rusia y se le homenajeó con un monumento y poniendo su nombre al Aeropuerto Internacional de Moscú-Sheremétievo. Esta vez el jugador asumirá los personajes de Joseph Allen, un soldado de los Rangers Americanos, en las primeras misiones, para luego dar lugar a James Ramírez y el sargento Gary "Roach" Sanderson de la Task Force 141. Esta vez el antagonista principal es Vladimir Makarov, un antiguo discípulo de Zakhaev, quien después de un ataque terrorista logra que los Estados Unidos, su país más odiado, sea invadido por Rusia. Aunque al final del juego el jugador se da cuenta de que no es él su mayor enemigo sino la persona que menos se imagina. Este juego cuenta con una remasterización lanzada en el año 2020.[6]

- Call of Duty: Black Ops: Es el séptimo título de la serie Call of Duty, el séptimo de la misma en ser título principal, y el tercer título de la serie desarrollado por Treyarch, siendo la secuela directa del anterior título, Call of Duty: World at War. Fue lanzado para Microsoft Windows, Wii, Nintendo DS, PlayStation 3, Xbox 360 y para Mac posteriormente. La historia del juego discurre durante la Guerra Fría (mayoritariamente durante la Guerra de Vietnam).

- Call of Duty: Modern Warfare 3: Precedido por Call of Duty: Black Ops y secuela directa de Call of Duty: Modern Warfare 2, es el octavo título principal de la serie Call of Duty. Fue lanzado para PlayStation 3, Xbox 360, Microsoft Windows, Wii y Nintendo DS. La historia del juego comienza directamente donde acaba el argumento de Modern Warfare 2, dejando a Estados Unidos bajo el asedio de las fuerzas rusas, el ultranacionalista Vladimir Makarov en libertad, y los capitanes «Soap» MacTavish y John Price heridos y a la fuga junto con el informante ruso Nikolai y el soldado Yuri quien juega un rol muy importante en el juego. El juego será, cronológicamente, la última entrega de la serie Modern Warfare, dando fin al arco argumental comenzado en Call of Duty 4: Modern Warfare.

- Call of Duty: Black Ops 2: Es el noveno juego de la saga Call of Duty y una secuela del juego de 2010 Call of Duty: Black Ops. El juego fue lanzado en 16.000 tiendas en todo el mundo a la medianoche del 13 de noviembre de 2012. Consiguió un récord de ventas por aquel entonces de 500 millones de dólares, solo superado por Grand Theft Auto V. se establece en un ambiente completamente futurista; a diferencia de sus dos antecesores, Modern Warfare 3 y Black Ops, que se establecían en un futuro cercano y en la Guerra Fría, respectivamente. La nueva ambientación se describió como una "Guerra Fría del siglo XXI". El juego incluyó dos líneas argumentales, en el año 1980 y en 2025; en este último, China y los Estados Unidos están enfrascados en una guerra a gran escala.
- Call of Duty: Ghosts: La historia del juego se ambienta en el año 2026 en un futuro cercano cuando América del Norte se sitúa al borde del colapso. Venezuela y otros países de América del Sur se habrían unido formando una alianza conocida como 'La Federación' con el objetivo de acabar con la hegemonía de los Estados Unidos, quienes previamente se confiaron del enemigo al considerarlos países "inferiores". Debido a ese error se ha pagado un alto precio al permitir que los Estados Unidos fueran atacados masivamente. Ahora, en un intento desesperado, América del Norte está intentando recuperar el control de la situación, y para ello recurren a un grupo especial, los Ghosts.

- Call of Duty: Advanced Warfare: Es la undécima entrega numérica dentro de la misma saga y la primera desarrollada por las compañías Sledgehammer Games y High Moon Studios. Fue lanzado el 4 de noviembre de 2014 para PlayStation 4, Xbox One, Xbox 360, PlayStation 3 y Microsoft Windows. Al igual que anteriores títulos, tiene lugar en futuro distópico situado en el año 2054 donde Atlas, una multinacional de carácter militar, se intenta hacer con el control de los ejércitos mundiales y países. El Gobierno tratará de evitarlo utilizando a sus mejores hombres para detener a su líder, Jonathan Irons, interpretado por el actor Kevin Spacey. En su multijugador incluye nuevos movimientos como el Exo-Esqueleto con la habilidad parecida a la de un jet-pack. Este nuevo movimiento sirvió a Treyarch para desarrollar la nueva movilidad del Call Of Duty Black Ops 3. Además incluía por primera vez los suministros y por primera vez cada arma tenía diferentes modelos con diferencias en el daño, alcance, precisión... pero sin dejar de ser la misma arma.

- Call of Duty: Black Ops 3: Es la decimosegunda entrega de la saga Call of Duty y la secuela del videojuego de 2012 Call of Duty: Black Ops 2. Fue lanzado el 6 de noviembre de 2015. Desarrollado por Treyarch para PlayStation 3, PlayStation 4, Xbox One, PC y Xbox 360; siendo esta entrega la última para dicha plataforma. Toma lugar 40 años después de los acontecimientos de Call of Duty: Black Ops 2. El mundo tiene lugar en un futuro distópico situado en 2065 donde la ciencia y la tecnología han cambiado radicalmente a la especie humana, con la sociedad violenta y las protestas y el intento de detener el progreso de la tecnología. La tecnología militar ha avanzado hasta el punto que la robótica juega un papel principal, y se han desarrollado supersoldados. Los seres humanos están llegando al punto en el que son más máquinas que seres humanos de carne y hueso y hay muchas especulaciones sobre algún tipo de adquisición por robots. En el apartado multijugador incluye muchas novedades y nuevos movimientos como la habilidad para caminar por las paredes, deslizarse o nadar. Además de la introducción por primera vez en la saga de los Especialistas, que incluyen cada uno una arma especial y una habilidad especial.

- Call of Duty: Infinite Warfare: Es la decimotercera entrega de la saga, que fue desarrollado por Infinity Ward y distribuido por Activision. Es el videojuego número trece y salió a la venta el 4 de noviembre de 2016 para Microsoft Windows, PlayStation 4 y Xbox One. El juego se basa en el año 2080 dando un ambiente futurista total,es el unico juego de la franquicia con un estilo de opera espacial y naves espaciales.

- Call of Duty: WWII: Es la decimocuarta entrega de la saga. Un videojuego desarrollado por Sledgehammer Games, distribuido por Activision. Esta entrega vuelve a las raíces de la saga en la Segunda Guerra Mundial, después de Call of Duty: World at War (2008). El videojuego no se caracteriza por el sprint mecánico. En vez del movimiento mecánico, que permite al jugador deslizarse rápidamente en el suelo, WWII se caracteriza por el hit-the-deck, que permite al jugador saltar hacia delante y lanzarse al suelo para cubrirse rápidamente, similar al previo movimiento mecánica de dolphin dive. La campaña tendrá presente la ocupación de Francia, la ocupación de Bélgica y el cruce desde el río Rin hasta Alemania. La historia abarca desde entre 1944 y 1945, aunque también aparecerán otros eventos ocurridos entre 1940 y 1944 para ayudar a entender a los personajes y la historia.

- Call of Duty: Black Ops 4: Es la decimoquinta y entrega de la saga. Fue anunciado oficialmente el 8 de marzo de 2018, a través de un breve tráiler y presentado por primera vez al público el 17 de mayo del mismo año, en un evento para la comunidad.[7] Es el primer juego de la saga en no incluir un modo historia tradicional y enfocarse exclusivamente en los modos multijugador. Su principal novedad es la inclusión de un modo battle royale llamado Blackout para hasta 100 jugadores. Su lanzamiento se produjo el 12 de octubre de 2018, en las plataformas PlayStation 4, Xbox One y Microsoft Windows.[8]

- Call of Duty: Modern Warfare: Es la décimo sexta entrega de la saga. El tráiler fue revelado al público el 30 de mayo de 2019 y fue lanzado el 25 de octubre de 2019. Es el primer juego de la saga Call of Duty que permite el juego cruzado entre todas las plataformas y también es el primer reinicio de una serie de Call Of Duty. El juego está ambientado en 2019, el juego ignora los eventos de Call Of Duty 4: Modern warfare, Modern warfare 2 y Modern Warfare 3.

- Call of Duty: Black Ops Cold War: Es la décimo séptima entrega de Call Of Duty. Es el quinto juego de la serie Black Ops y la secuela directa del primer juego de la misma. Fue anunciada oficialmente el 19 de agosto de 2020 y fue lanzado el 13 de noviembre de 2020. Es desarrollado por Treyarch y Raven Software, en colaboración con Sledgehammer Games, High Moon Studios y Beenox. Cronológicamente está ambientado después de los eventos de Call of Duty: Black Ops y está basada en una historia real de la Guerra Fría.

- Call of Duty: Vanguard: Es el decimoctavo título de la franquicia. La campaña se desarrolla durante la Segunda Guerra Mundial y se centra en un equipo de fuerzas especiales compuesto por miembros de las Naciones Aliadas. Fue lanzado el 5 de noviembre de 2021 en las consolas PlayStation 4/5, Xbox One, Xbox Series X|S y en PC.

- Call of Duty: Modern Warfare II: Se lanzó el 28 de octubre de 2022 en PlayStation 4/5, Xbox One, Xbox Series X|S y en PC. Es la continuación de Call of Duty: Modern Warfare y se ambienta en el año 2022 (3 años despues del anterior Modern Warfare).

- Call of Duty: Modern Warfare III: Se lanzó el 10 de noviembre de 2023 en PlayStation 4/5, Xbox One, Xbox Series X|S y PC, es la continuación de Modern Warfare ll.

- Call of Duty: Black Ops 6: Se lanzó el 25 de octubre de 2024 en PlayStation 4, PlayStation 5, Xbox One, Xbox Series X|S y PC, es una secuela directa de los acontecimientos de Call of Duty: Black Ops Cold War. Ambientado en la guerra del Golfo durante la década de los 90.

- Call of Duty: Black Ops 7: Videojuego ambientado en el año 2035, que se espera que sea lanzado a finales de 2025. Disponible para PlayStation 4, PlayStation 5, Xbox One, Xbox Series X|S y PC. El juego es una secuela tras los acontecimientos de Call of Duty: Black Ops 2, sucediendo en un futuro de 10 años después.

### Serie derivada
- Call of Duty: United Offensive: Es un pack de expansión para Call of Duty. Fue desarrollado por Gray Matter Interactive, con contribuciones de Pi Studios, y distribuido por Activision. Fue lanzado para Microsoft Windows el 14 de septiembre de 2004. Desde el 13 de octubre de 2006, el juego también ha estado disponible para la plataforma de videojuegos de Valve, Steam, debido a un acuerdo con su distribuidor, Activision. Continuación del juego original, gran parte de la campaña estadounidense está influenciada por la serie Band of Brothers. La misión de Sicilia está, por su parte, inspirada en la Operación Husky.

- Call of Duty (Nokia N Gage)

- Call of Duty: Finest Hour: Es un spin-off del videojuego Call of Duty, lanzado para las videoconsolas de sexta generación el 16 de noviembre de 2004. El título está desarrollado por Spark Unlimited y distribuido por Activision. El argumento se basa en tres campañas: La campaña Soviética, en la cual se personifica al soldado Aleksandra Sokolov, la teniente Tanya Pavelovna y el teniente Nikolai Badanov; La campaña Inglesa, en la cual nos tocará jugar como el soldado Edward Carlyle, esta campaña se encuentra ambientada en el frente Norte Africano, específicamente en la primera y la Segunda Batalla de El Alamein; y la Campaña Estadounidense, en donde se personifica al sargento (y posteriormente teniente) Chuck Walker y sargento Sam Rivers, esta campaña está ambientada en el frente occidental, específicamente en camino hacia Berlín, pasando por lugares como: el río Rhin, Bélgica, Aquisgrán, entre otros.

- Call of Duty 2: Big Red One: Es un spin-off de Call of Duty 2, adaptado para PlayStation 2, Xbox y Nintendo GameCube. Desarrollado por Treyarch y Gray Matter Interactive, con la contribución de Pi Studios, y distribuido por Activision. Lanzado el 1 de noviembre de 2005, Big Red One, a diferencia de otros juegos de la franquicia Call of Duty este título está ambientado en la formación de la 1.ª División de Infantería. El juego cubre la invasión y liberación de África del Norte; la campaña de Italia, comenzando por la invasión de Sicilia; el desembarco sobre la playa de Omaha en Europa y dirigiéndose hacia el Este, cruzando la Línea Sigfrido hacia Alemania.

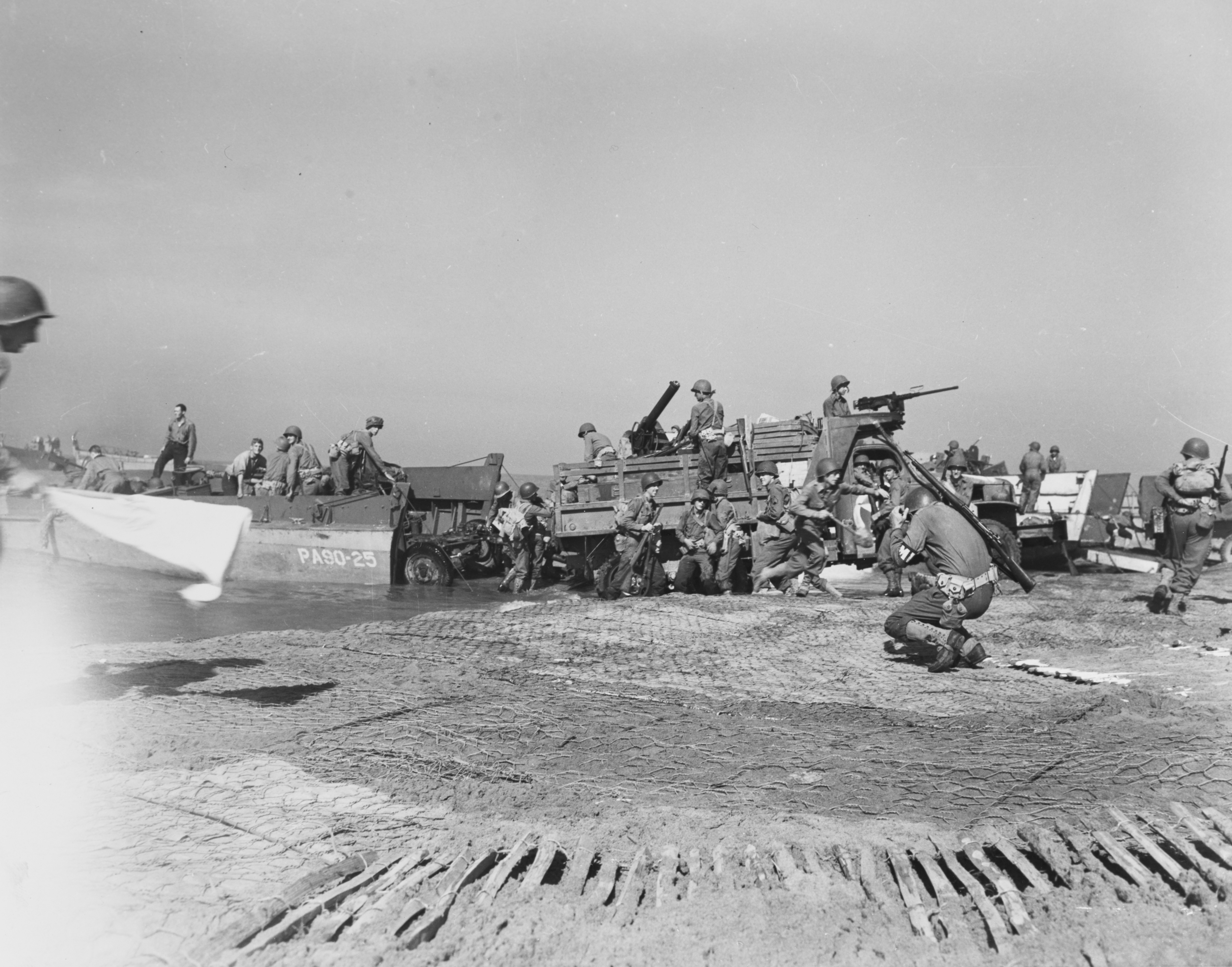
La Campaña de Italia, también conocida como la Operación Avalancha, es una de la batallas recreadas en Call of Duty: Roads to Victory.

- Call of Duty: Roads to Victory: Es un videojuego desarrollado por Amaze Entertainment y distribuido por Activision. Call of Duty: Roads to Victory fue lanzado el 14 de marzo de 2007 y se encuentra disponible para PlayStation Portable, N-Gage y PocketPC. El argumento trata de 3 campañas: La Campaña Estadounidense, en misiones como: la Operación Market Garden, la Campaña de Italia y la Misión Detroit; La Canadiense, tales como: la batalla del Río Escalda, la Operación Infatuate y la Operación Blockbuster; y La Campaña Británica, en misiones como: la Operación Market Garden y la Operación Varsity. En la campaña se juega con 3 diferentes soldados aliados, desde diferentes perspectivas: desde la 82.ª División Aerotransportada de Estados Unidos; desde el 1.er Ejército canadiense; y del Regimiento de Paracaidistas del Reino Unido. Este título es tercero de la serie para plataformas portátiles, es el primero para N-Gage y el segundo en salir para Pocket PC. La versión de PlayStation Portable fue duramente criticado con (aproximadamente) 60 de 100%. GameSpy lo puntuó con 2.5 de 5 estrellas,[9] señalando que la Inteligencia Artificial del juego fue "mediocre y ridícula", y señaló que a pesar de que el título tiene una gran "presentación", posteriormente se vuelve "mediocre". También se criticó el hecho de que el juego presentaba demasiados glitches.[9]

- Call of Duty: World at War: Final Fronts: Es un spin-off de Call of Duty: World at War, adaptado únicamente para PlayStation 2. El título es completamente diferente al original, debido a que este tiene sus propias misiones, y un argumento totalmente diferente al de Call of Duty: World at War, en donde el jugador asume a Joe Miller, un soldado estadounidense del Cuerpo de Marines. En el argumento también se encuentra con el sargento Roebuck y el cabo Polonsky, los cuales tendrán las mismas voces que en el título original, sin embargo, su apariencia es ligeramente diferente. El videojuego está ambientado en la batalla de las Ardenas, en Bélgica y Alemania; además, contiene una campaña británica, ambientada en el río Rin, hacia Alemania. Está desarrollado por Rebellion Developments y distribuido por Activision. Lanzado el 11 de noviembre de 2008. A diferencia de la versión para las consolas de séptima generación, esta recibió la clasificación "Teen", desde la ESRB.[10] Este es el último título de la serie Call of Duty en ser lanzado para PlayStation 2.

- Call of Duty: World at War (Nintendo DS): Es el videojuego con el mismo nombre de la versión original, pero para Nintendo DS. Fue lanzado en Norteamérica el 11 de noviembre de 2008; en Europa, el 14 de noviembre de 2008; y en Australia y Nueva Zelanda el 26 de noviembre de 2008. El videojuego es un spin-off exclusivo para Nintendo DS, del título Call of Duty: World at War. El videojuego es el quinto título de la serie Call of Duty, y el séptimo título en aparecer en las videoconsolas de séptima generación.

- Call of Duty: Modern Warfare: Force Recon: Es una adaptación de Modern Warfare 2 para el móvil creado en el 2010.

- Call of Duty 4: Modern Warfare (Nintendo DS): Fue lanzado el 9 de noviembre de 2007. El juego varia sus misiones, sucesos y los personajes que las versiones para Microsoft Windows, PlayStation 3, Xbox 360.Cuenta con un personaje estadounidense y otro británico.

- Call of Duty: Modern Warfare: Mobilized: Es un spin-off de Call of Duty: Modern Warfare 2, adaptado únicamente para Nintendo DS. El título fue publicado el 10 de noviembre de 2009. Está desarrollado por n-Space y distribuido por Activision.[11]

- Call of Duty: Modern Warfare 3 – Defiance

- Call of Duty: World at War: Zombies: Es un juego exclusivo de iOS que solo es el modo zombies de dicho juego. Se lanzó en 2009 y contiene 4 mapas siendo Nacht der Untoten, Verrückt, Shi No Numa y Der Riese. Se puede jugar en cooperativo por local o internet y se puede jugar en solo.[12]

- Call of Duty: Black Ops: Zombies: Es un spin-off basado en el modo "Nazi Zombies" del juego Call of Duty: Black Ops. Fue lanzado únicamente para las plataformas iOS y Android, igual que su antecesora. Esta aplicación consta de tres mapas para jugar solo o Co-op los cuales son Kino Der Toten, Ascension y Call of the Dead.

- Call of Duty: Black Ops: Declassified: Es una secuela exclusiva de PlayStation Vita que no está disponible en el resto de consolas. Estuvo desarrollado por nStigate Games y distribuido por Activision. Posee una campaña corta y un modo multijugador que se puede jugar online.

- Call of Duty: Online: Es un juego Multijugador masivo en línea de Disparos en primera persona desarrollado por Tencent y Activision Shangai para ser jugador exclusivamente en la región de China. Este juego reutiliza elementos de 3 juegos principales de la serie y cuenta con una campaña orientada entre los sucesos de Call of Duty: Modern Warfare 1 y 2.

- Call of Duty: Heroes: Fue un juego de estrategia en tiempo real gratuito publicado por Activision y desarrollado por Faceroll Games. El juego se lanzó para Android e iOS el 26 de noviembre de 2014. El 23 de octubre de 2018, Activision anunció que el juego ya no estaría disponible a partir del 22 de diciembre de 2018.

- Call of Duty: Strike Team: Es un videojuego de acción desarrollado por The Blast Furnace y distribuido por Activision y que fue lanzado el 25 de septiembre de 2013 para iOS y el 24 de octubre de 2013 para Android.

- Call of Duty: Mobile: Es una entrega desarrollada enteramente para dispositivos Android y iOS. Esta entrega toma conceptos recurrentes en la saga. Además, regresan mapas icónicos de Modern Warfare y Black Ops, como Nuketown, Killhouse, entre otros.

- Call of Duty: Warzone: Es un juego spin-off enfocado exclusivamente en el modo Battle Royale. Incluye tres modalidades de juego: Battle Royale, Botín y Resurgimiento. Fue lanzado de forma gratuita el 10 de marzo de 2020 en PlayStation 4, Xbox One y PC.[13]

- Call of Duty: Warzone 2.0: Es un spin-off y a la vez la segunda entrega de Warzone, fue lanzada de forma gratuita el 16 de noviembre de 2022 en PlayStation 4, PlayStation 5, Xbox One, Xbox Series X|S y PC.

### Ediciones especiales
- Call of Duty: The War Collection: es una compilación de Call of Duty 2, Call of Duty 3 y Call of Duty: World at War. Esta compilación se encuentra disponible únicamente para Xbox 360.[14]

### Expansiones
Call of Duty: United Offensive es una expansión del primer título de la serie, Call of Duty. Esta fue el 14 de septiembre de 2004. El título está desarrollado por Gray Matter Interactive, junto con contribuciones de Pi Studios; y distribuida por Activision para Microsoft Windows, y por Aspyr Media para Mac OS X. El videojuego está ambientado en batallas como: la Batalla de las Ardenas, en Bélgica; la Batalla de Kursk, en Rusia; y la Operación Husky, en Sicilia, Italia. En ella se personifica nuevamente a 3 soldados de las potencias aliadas de la Segunda Guerra Mundial: Estados Unidos (como el cabo Scott Riley); Reino Unido (como el sargento James Doyle); y la Unión Soviética (como el soldado Yuri Petrenko).
En la mayoría de juegos más actuales de la saga las expansiones constan de cuatro mapas multijugador nuevos y en el caso de los juegos que contienen el modo Zombis, un nuevo mapa zombi.

## Elementos característicos de la serie

### Temática

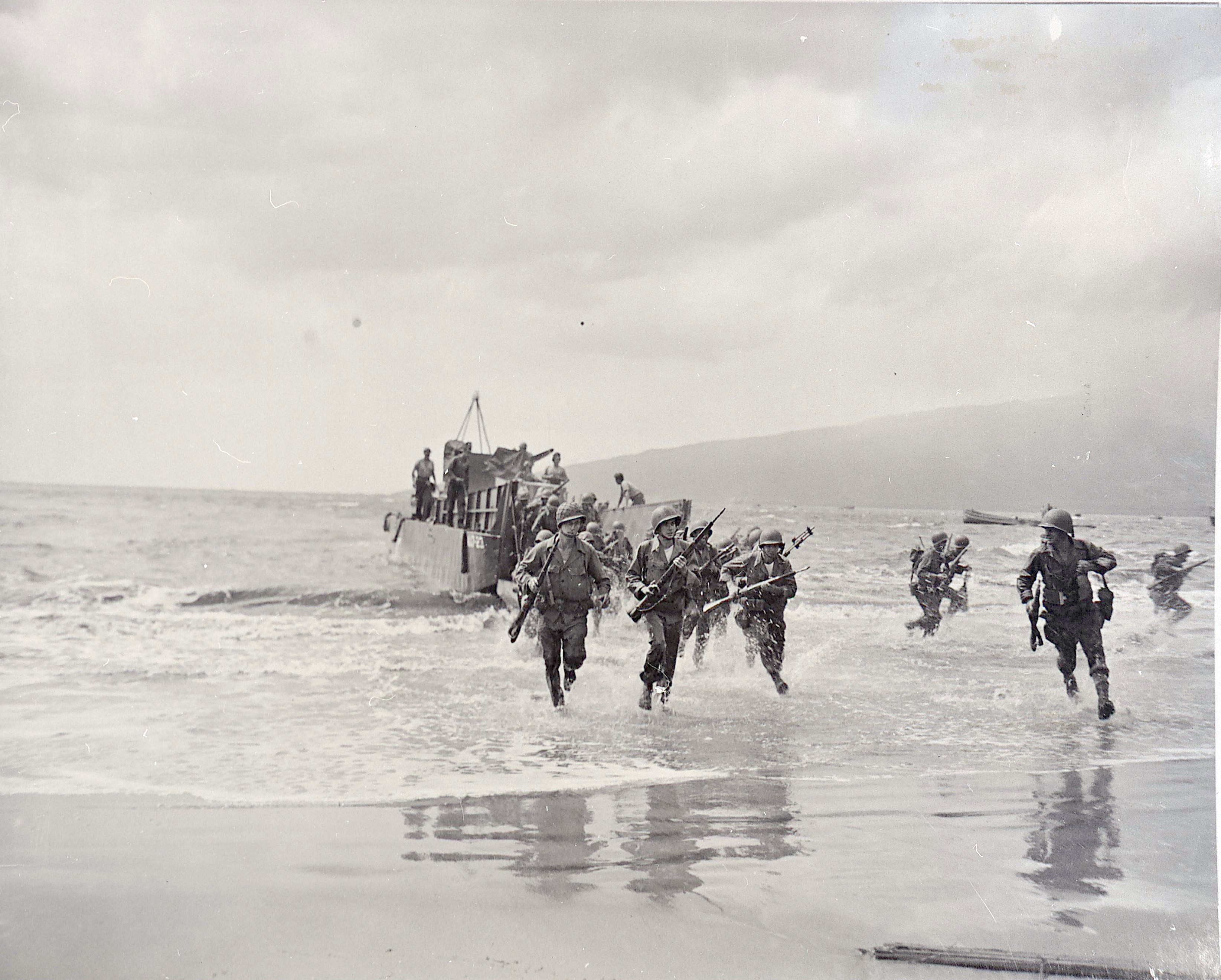
Call of Duty: World at War es el primer título de la serie en representar el frente del Pacífico en la 2° Guerra Mundial; entre sus batallas se encuentra la redada de Makin.

Los primeros títulos de esta saga de videojuegos de disparos en primera persona, que van desde el original Call of Duty hasta Call of Duty 3, están ambientados en la Segunda Guerra Mundial y basados en hechos históricos, algunos muy conocidos, como el desembarco en Normandía o la defensa del territorio ruso por parte del Ejército Rojo, recreando las batallas más importantes, llevando al jugador por una serie de escenarios de Europa y el Norte de África, y siempre en la piel de un soldado inglés, estadounidense o soviético; y en menores ocasiones, francés o canadiense.
El cambio radical sucede en el cuarto título principal de la serie, Call of Duty 4: Modern Warfare, que deja atrás la Segunda Guerra Mundial para ambientarse en un conflicto bélico actual, que aunque ficticio, el cual intenta reflejar correctamente el carácter de los enfrentamientos modernos. Tiene como escenarios Europa Oriental y Oriente Medio donde el jugador encarna a miembros del Special Air Service británico y del Cuerpo de Marines estadounidense. En estos escenarios el jugador enfrentará a grupos terroristas rusos.
El siguiente título, Call of Duty: World at War, vuelve al escenario de la Segunda Guerra Mundial. A consecuencia de esto gran parte del público se vio decepcionado por este hecho, debido al hecho de no haber continuado con el argumento de Call of Duty 4: Modern Warfare, sin embargo, el título ha sido muy bien recibido por la crítica, que elogió el gran trabajo realizado por Treyarch. Las principales características del título, son el hecho de centrarse principalmente en los conflictos acontecidos en el Pacífico (que solo habían sido representados en Medal of Honor: Pacific Assault y Medal of Honor: Rising Sun) y el realismo implementado en las batallas, que añade a la clásica jugabilidad de la saga, más sangre a los impactos de bala, amputaciones, incineraciones, y en general una temática más cruda y realista a la Guerra.
El siguiente título, Call of Duty: Modern Warfare 2, es una secuela del Modern Warfare original, una organización militar ficticia del videojuego.
Su posterior título, Call of Duty: Black Ops, por primera vez en la saga, toma lugar en la Guerra Fría y es la secuela del anterior Call of Duty desarrollado por Treyarch, Call of Duty: World at War, en donde vuelven personajes ya conocidos, entre ellos, Dimitri Petrenko y Viktor Reznov, este último, teniendo un rol significativo en el título, debido a que es uno de los personajes primarios en el argumento del videojuego.
El último juego de la saga, Modern Warfare 3, sigue la historia donde lo dejó MW2. En el veremos a personajes ya conocidos, como la Task Force 141 o Makarov, luchando en una ficticia III Guerra Mundial. También controlaremos a tres personajes nuevos, Derek "Frost" Westbrook, miembro de la Delta Force, Yuri, un exmiembro del Spetsnaz y antiguo compañero de Makarov y a Andrei Harkov, un guardaespaldas del presidente ruso Volshevsky.

### Elementos históricos

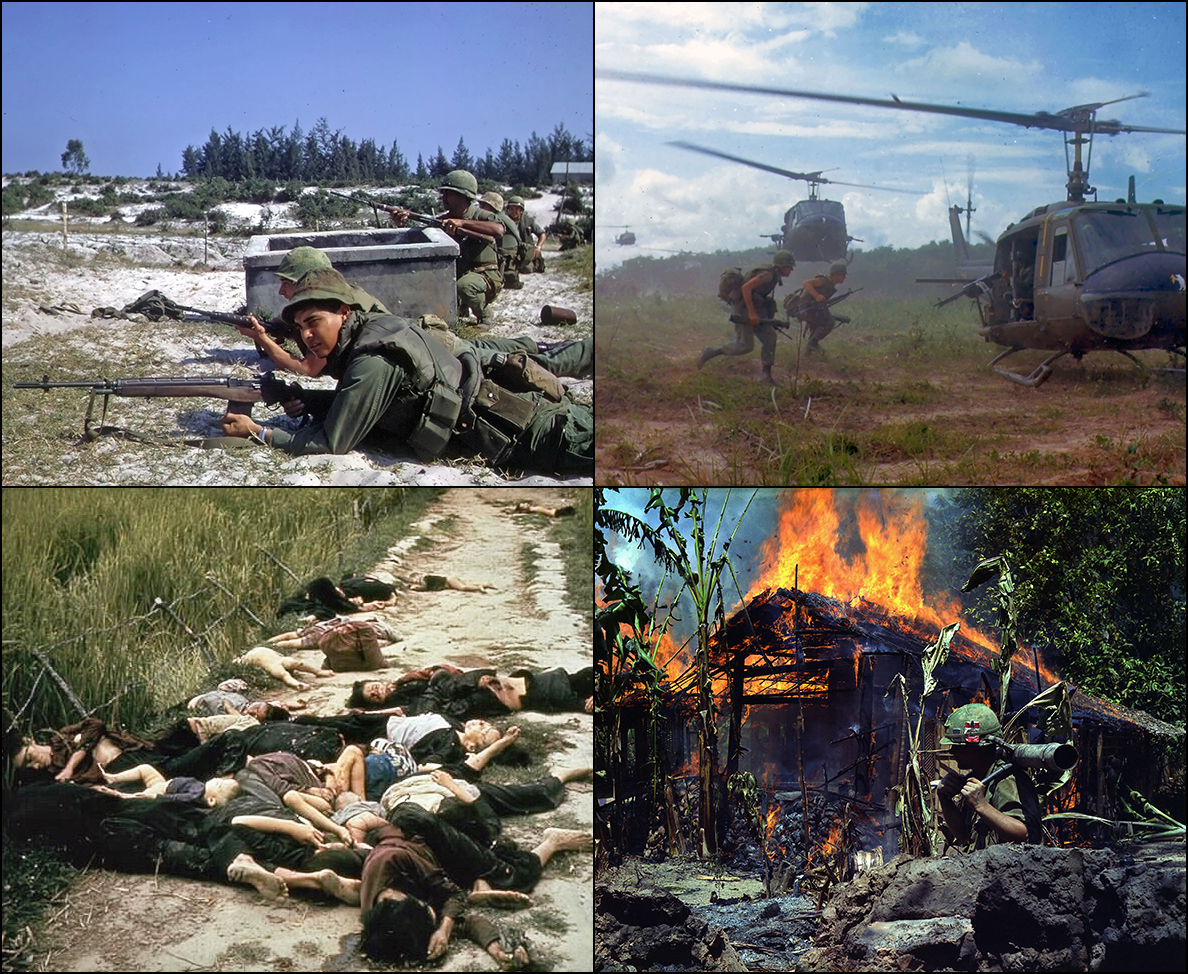
Call of Duty: Black Ops es el primer título de la serie en ambientarse en la Guerra de Vietnam.

Las fases de desarrollo de los primeros títulos de la serie Call of Duty suelen ser los mismos. Casi todos los títulos, al estar centrados en la Segunda Guerra Mundial y sus batallas. El objetivo de todos los títulos es básico: revivir las batallas más importantes de esta guerra, comúnmente con un soldado británico, estadounidense o ruso. Ejemplos claros son: El desembarco de Normandía por parte de Estados Unidos, y la Batalla de Stalingrado, en esta jugando con Rusia, como se muestra en Call of Duty 2; La Batalla de las Ardenas, en Bélgica, como se muestra en Call of Duty: United Offensive; la primera y Segunda Batalla de El Alamein, como se muestra en Call of Duty: Finest Hour; y la Operación Market Garden, la Campaña de Italia, la batalla del Río Escalda y la Operación Varsity, las cuales son ambientadas en Call of Duty: Roads to Victory, entre otras. También hay uso de las batallas ficticias, como se ve en Call of Duty: Modern Warfare 2, en donde se ambientan lugares como: Washington D. C., Kazajistán, El Aeropuerto Internacional de Moscú-Sheremétievo, Río de Janeiro, Afganistán, entre otros, en donde se crean batallas actuales, pero ficticias. Por último, Call of Duty: Black Ops implementa batallas en la Guerra Fría, algo nunca antes visto, representando escenarios en los años '60, tales como: Laos y Khe Sanh (básicamente en la Guerra de Vietnam), Cuba y el Ártico, también se debe resaltar el hecho de las operaciones encubiertas detrás de las líneas enemigas.

### Música
A lo largo de la serie, ha habido varios compositores a cargo de las bandas sonoras de todos los títulos. Los dos primeros compositores: Justin Skomarovsky y Michael Giacchino, estuvieron a cargo del primer título de la saga, Call of Duty. Este último también estuvo a cargo de Call of Duty: Finest Hour (spin-off de Call of Duty). Curiosamente, Michael Giacchino posteriormente comenzó a ser compositor para videojuegos de Electronic Arts, entre ellos la serie Medal of Honor y el videojuego Black. En Call of Duty 2, la música fue compuesta por Graeme Revell, el cual también ha sido el compositor para películas como Las Crónicas de Riddick y Sin City; y la serie CSI: Miami. En el posterior título, Call of Duty 3, la banda sonora quedó en manos de Joel Goldsmith, reconocido de la franquicia Stargate. La banda sonora del posterior videojuego, Call of Duty 4: Modern Warfare, quedó a cargo de Stephen Barton y Harry Gregson-Williams, este último conocido por componer la banda sonora de varios videojuegos de la franquicia Metal Gear (tales como: Metal Gear Solid 2: Sons of Liberty, Metal Gear Solid 4: Guns of the Patriots, entre otros). Sean Murray es el compositor de los siguientes dos títulos de Treyarch: Call of Duty: World at War y Call of Duty: Black Ops. Mientras que para Call of Duty: Modern Warfare 2, la banda sonora quedó a cargo de Hans Zimmer, conocido de películas como Black Hawk Down; Misión imposible 2; la segunda y tercera película de la saga tetralógica, Piratas del Caribe; Los Simpson: la película; entre otras. En Call of Duty: Black Ops 2, en Plaza, un mapa del modo multijugador se puede escuchar una canción de Skrillex. En Call of Duty: Ghosts, Eminem, hizo la canción oficial del juego que se llama "Survival", que se escucha al final del juego, en los créditos.

## Recepción
| Juego                                   | Metacritic | IGN    | GameRankings |
| --------------------------------------- | ---------- | ------ | ------------ |
| Call of Duty                            | 91%        | 9,3/10 | 91,71%       |
| Call of Duty: United Offensive          | 87%        | 8,4/10 | 86,87%       |
| Call of Duty: Finest Hour               | 76%        | 7,3/10 | 77,18%       |
| Call of Duty 2                          | 89%        | 9,0/10 | 89,82%       |
| Call of Duty 2: Big Red One             | 77%        | 8,0/10 | 79,90%       |
| Call of Duty 3                          | 82%        | 8,8/10 | 82,51%       |
| Call of Duty: Roads to Victory          | 64%        | 6,6/10 | 64,65%       |
| Call of Duty 4: Modern Warfare          | 94%        | 9,4/10 | 94,08%       |
| Call of Duty: World at War              | 84%        | 9,2/10 | 85,73%       |
| Call of Duty: World at War Final Fronts | 68%        | 4,5/10 | 67,50%       |
| Call of Duty: Modern Warfare 2          | 94%        | 9,5/10 | 93,39%       |
| Call of Duty: Modern Warfare: Mobilized | 73%        | 8,0/10 | 74,50%       |
| Call of Duty: World at War: Zombies     | 84%        | 7,0/10 | 80,00%       |
| Call of Duty: Black Ops                 | 87%        | 8,5/10 | 87,78%       |
| Call of Duty: Modern Warfare 3          | 88%        | 9/10   | 88,22%       |
| Call of Duty: Black Ops II              | 88%        | 9/10   | 88,22%       |
| Call of Duty: Ghosts                    | 78%        | 8,8/10 | 77,40%       |
| Call of Duty: Advanced Warfare          | 81%        | 8,6/10 | 82,88%       |
| Call of Duty: Black Ops III             | 81%        | 9,2/10 | 79,50%       |
| Call of Duty: Infinite Warfare          | 78%        | 7,7/10 | 77,45%       |
| Call of Duty: WWII                      | 80%        | 8/10   | 82,67%       |
| Call of Duty: Black Ops IV              | 85%        | 8,5/10 | 84,62%       |
| Call of Duty: Modern Warfare            | 86%        | 8,2/10 | 84,50%       |
| Call of Duty: Warzone                   | 79%        | 7,1/10 | 79%          |
| Call of Duty: Black Ops Cold War        | 76%        | 7,3/10 | 76%          |
| Call of Duty: Vanguard                  | 72%        | 6,3/10 | 72%          |
| Call of Duty: Modern Warfare 2 (2022)   | 79%        | 7.6/10 | 79%          |
| Call of Duty: Warzone 2.0               | 80%        | 6.8/10 | 80%          |

La franquicia de Call of Duty es considerada un éxito, la cual se ha incrementado desde su primer título, hasta hoy en día. Suele ocurrir que cada videojuego de la serie, es galardonado con varios premios, entre ellos, el Mejor Videojuego del Año. Hasta finales de 2010, la franquicia ha vendido más de 55 millones de copias, lo cual da un total de 3 mil millones de dólares en ventas.
Así como su popularidad en ventas, también tiene una popularidad en críticas negativas. Tales críticas se deben a su violencia cruda; al argumento en sus videojuegos, entre otras. Un claro ejemplo es Call of Duty: Modern Warfare 2, el cual es considerado el videojuego más polémico de la franquicia, y el más controvertido del 2009.
La principal controversia se debe a la cuarta misión del videojuego, llamada «No Russian», donde el jugador toma el papel de un soldado estadounidense, "Joseph Allen", bajo el alias "Alexei Borodin". Este se encuentra infiltrado en un grupo terrorista ruso por órdenes de la CIA, el cual debe asesinar a multitud de civiles a sangre fría en un aeropuerto ruso. El jugador puede abstenerse de tomar parte en la masacre, e incluso es avisado al empezar una nueva partida de la existencia de una misión que puede herir la sensibilidad de algunas personas, pudiendo omitir esta misión (o saltarla si ya la ha empezado) sin sufrir penalización alguna, como pérdida de puntos, o el no obtener un logro dentro del sistema del usuario (en las versiones de Xbox 360 y PlayStation 3, respectivamente). A pesar de la posibilidad de abstención de la misión, las críticas no dudaron en salir, el videojuego fue duramente criticado por parte de Fox News, y también supuso que "juegos como estos sirven para entrenamiento terrorista", debido únicamente a la misión ya nombrada. Games Radar la citó como una de las 10 escenas más violentas de un videojuego, resaltando el hecho de la posibilidad de acabar con un pelotón antidisturbios. Desde la salida del videojuego ha habido un atentado terrorista real en el aeropuerto, en donde se culpa a Modern Warfare 2 por instigar el intento de atentados. En Rusia, la misión fue completamente censurada para la versión de computadora personal.
Call of Duty: Modern Warfare 3, lanzado en el mes de noviembre de 2011, en sólo 24 horas acumuló ventas por 6,5 millones de unidades en Estados Unidos y el Reino Unido, lo que implica un nuevo récord de ventas para la franquicia. Sin embargo, las críticas esta vez no apuntan a eventos polémicos que se desarrollan durante el juego sino que en varias páginas de internet los usuarios han criticado la poca innovación de esta nueva entrega, argumentando que el juego no ofrece nada mayormente nuevo. Sin embargo, esto no se ha reflejado en las ventas y, en estos mismos foros, se puede apreciar cierto número de usuarios que defienden la franquicia por su divertimiento y adición de nuevos elementos, aunque reconocen que no hay cambios significativos.

## Cortometrajes
Desde su lanzamiento en 2003, y a falta de una superproducción de Hollywood inspirada en la saga, numerosos fanáticos han realizado pequeñas adaptaciones (llamadas Fan Films). En 2011 y con el apoyo de Activision, el colectivo canadiense We Can Pretend produjo Call of Duty: Operation Kingfish. Se trata de un cortometraje de acción real que sirve de precuela a Call of Duty: Modern Warfare 2 y en él se describe la historia de cómo el Capitán Price acabó metido en un Gulag ruso. 
De notable éxito en la red son otros títulos como: Modern Warfare: Frozen Crossing (producido por Corridor Digital aunque visible en el popular canal de Freddie Wong), Call of Duty: Final Hour (ambientado en la II Guerra Mundial) o el más reciente Modern Warfare: Sunrise (que tiene a John Soap MacTavish y al Capitán Price como protagonistas.